# Oscar Karlsson
Oscar Karlsson (sinh ngày 1 tháng 1 năm 1) là một cầu thủ bóng đá người Thụy Điển thi đấu cho Nyköpings BIS ở vị trí tiền vệ.